# Anzio
Anzio je italské město a přístav v provincii Roma v oblasti Lazio na pobřeží Tyrhénského moře přibližně 50 km jižně od Říma. Je vyhledávaným přímořským letoviskem a žije zde přibližně 59 tisíc obyvatel.

## Poloha města
Centrum města je na stejnojmenném mysu a podél pobřeží se táhnou rozsáhlé pláže a turistické osady s hotely.
Sousední obce jsou: Aprilia (LT), Ardea a asi 3 km východně leží Nettuno.

## Historie
Antium bylo hlavní město italického kmene Volsků a v roce 468 př. n. l. je dobyli Římané. Podle legendy zde byl popraven římský patricius Coriolanus. Už ke konci Římské republiky době bylo Antium oblíbené přímořské letovisko, kde si bohatí Římané stavěli honosné vily, pozůstatky jedné z největších, kterou dal postavit císař Nero, jsou vidět na pobřeží. Ve středověku město upadlo a začalo rychle růst až s turistickým ruchem 20. století. 22. ledna 1944 zde došlo k vylodění u Anzia, jímž si spojenci vytvořili předmostí v týlu německých jednotek.

## Zajímavosti
Ve zříceninách Neronovy vily na pobřeží byla v 15. století objevena slavná socha Belvederského Apolóna a v 17. století socha Borgheského gladiátora.
- Ve vile Adele je muzeum vylodění roku 1944.
- V městském archeologickém muzeu jsou k vidění další nálezy a vykopávky.
- Mezi slavné rodáky patří římští císařové Nero a Caligula.

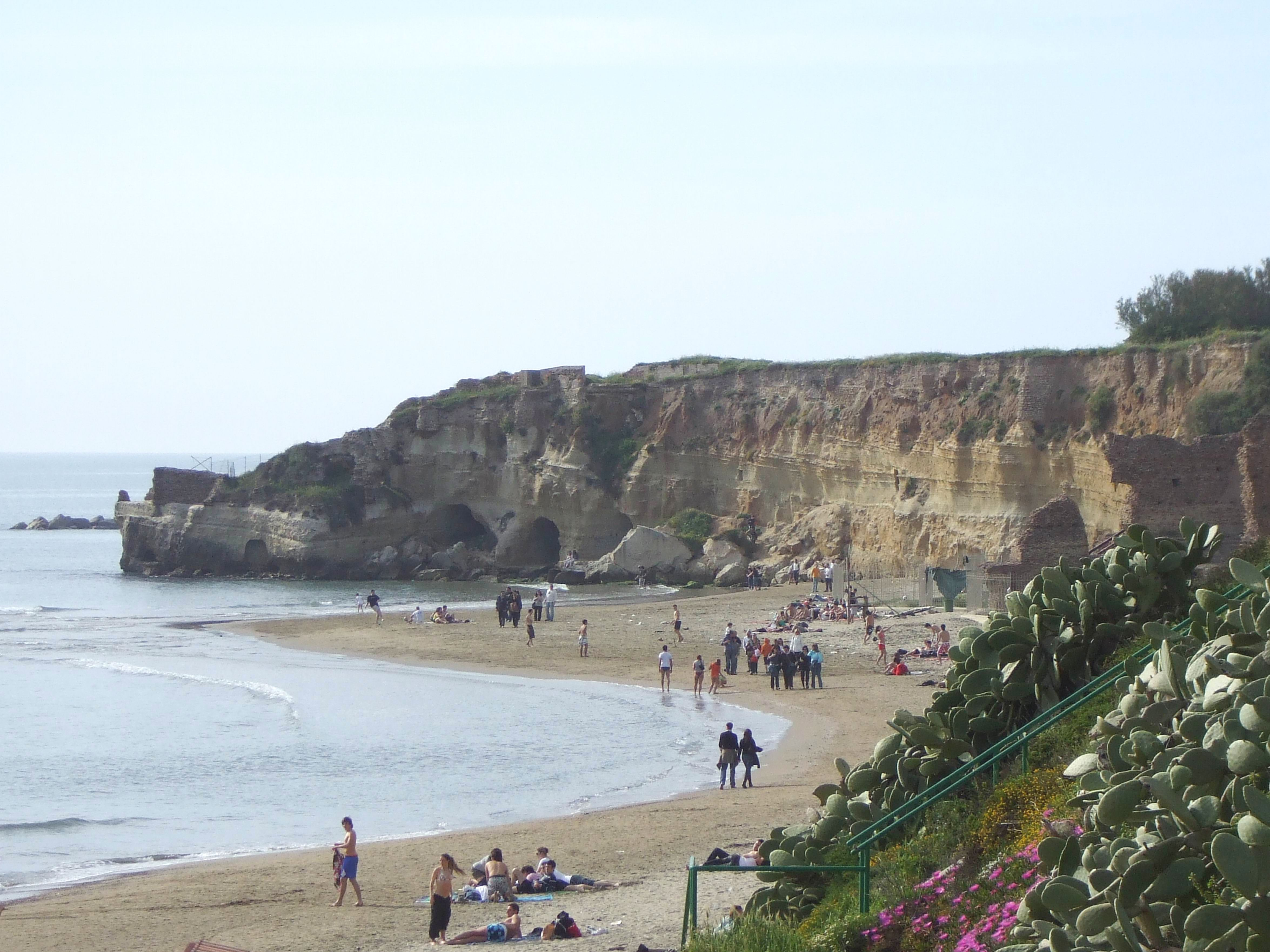
Neronova jeskyně a zbytky vily
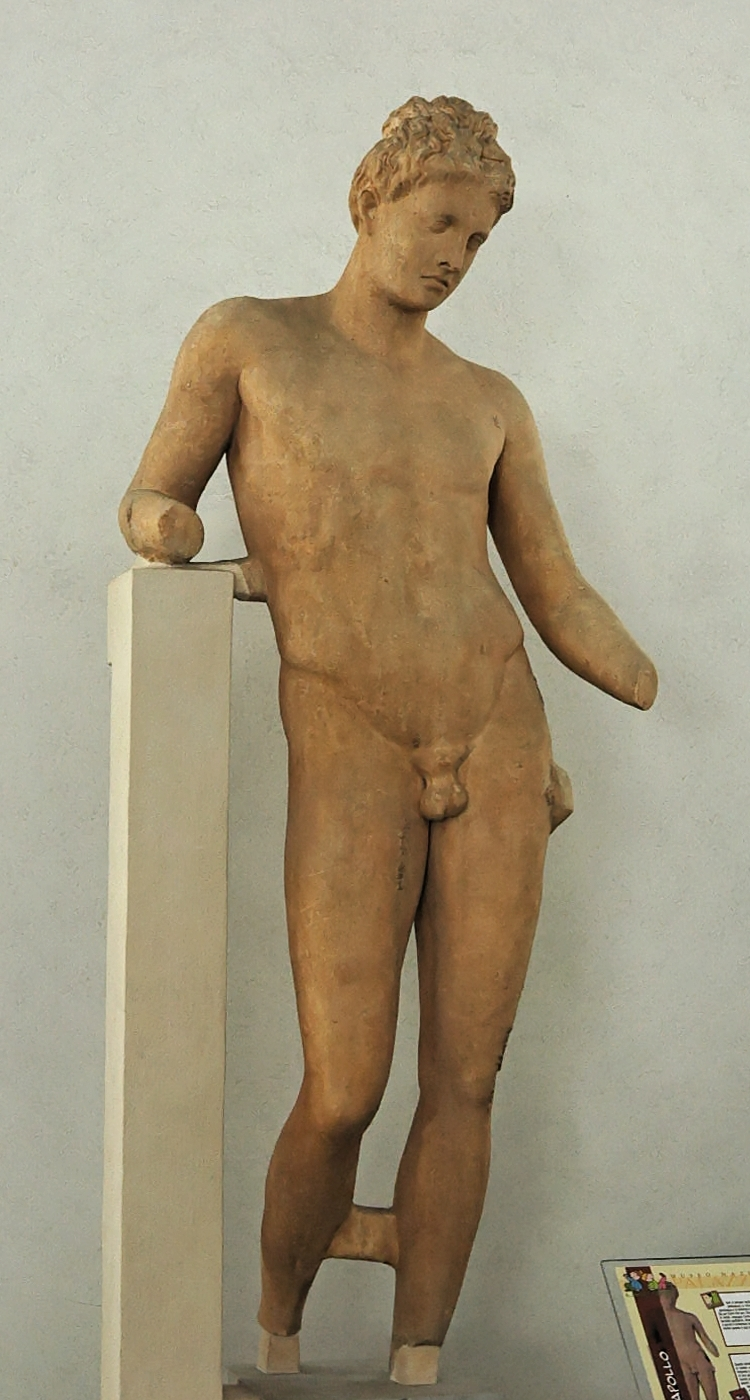
Apolón Belvederský
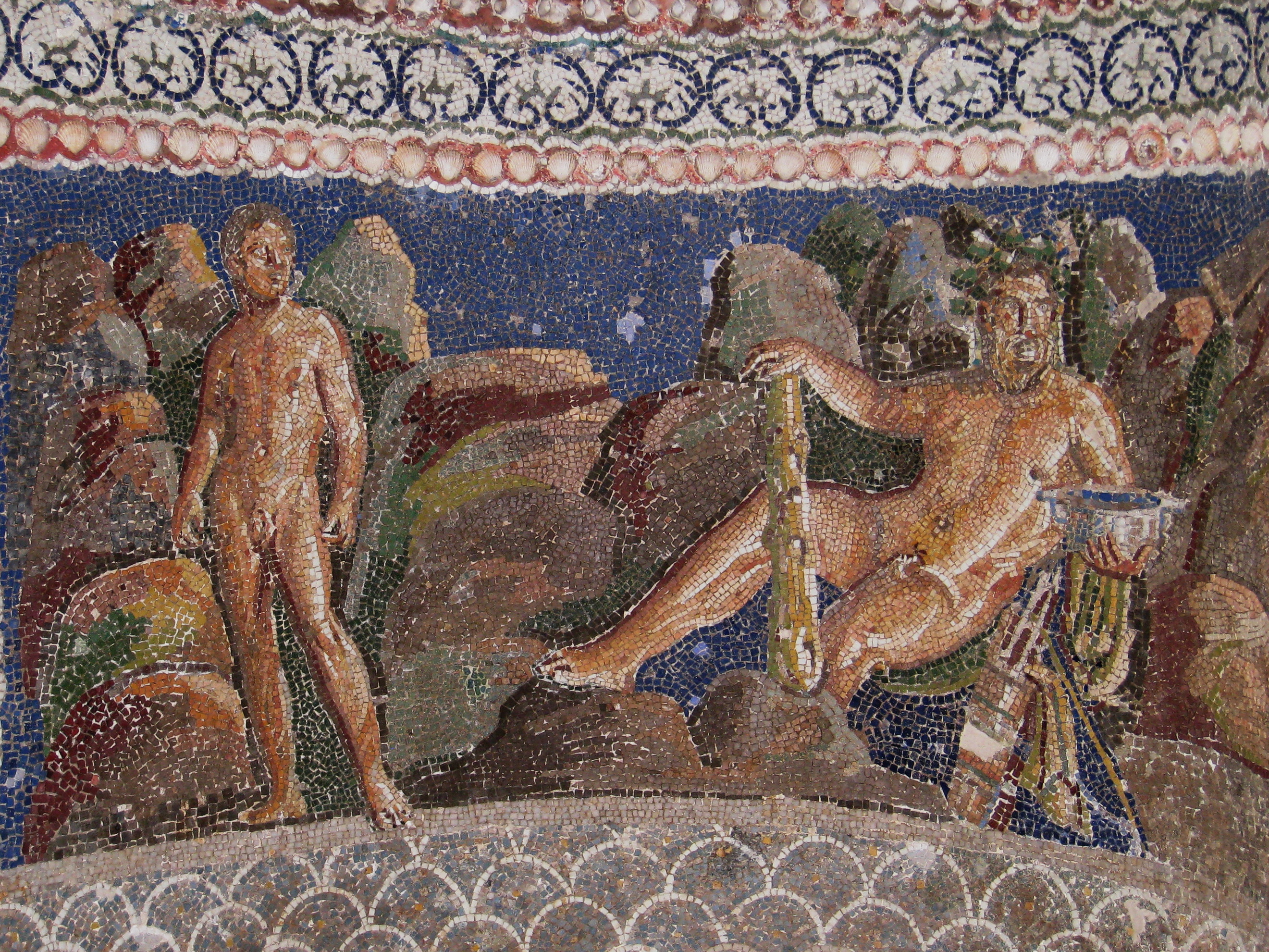
Herkules a Iolaus, mozaika z Antia

## Vývoj počtu obyvatel
Zdroj: 